# Бібрка
Бі́брка — місто, центр Бібрської міської об'єднаної територіальної громади Львівського району Львівської області.
Знаходиться в 36 км від районного та обласного центру, міста Львова. Розташоване на річці Боберка, на шляху з Бібрки до Рогатина. У сусідньому з Бібркою селі Свірж, розташований ренесансний замок. Через місто пролягає автошлях національного значення Н09 — Мукачево-Івано-Франківськ-Львів.

## Населення

### Чисельність
- 1785 рік — 2 194 мешканців
- 1859 рік — 2 817 мешканців
- 1880 рік — 4 348 мешканців
- 1900 рік — 5 315 мешканців
- 1910 рік — 5 628 мешканців
- 1921 рік — 4 391 мешканців
- 1959 рік — 3 086 мешканців
- 1970 рік — 3 263 мешканців
- 1979 рік — 3 568 мешканців
- 1989 рік — 4 208 мешканців
- 2001 рік — 3 949 мешканців
- 2009 рік — 3 733 мешканців
- 2010 рік — 3 749 мешканців
- 2011 рік — 3 781 мешканців
- 2012 рік — 3 806 мешканців
- 2013 рік — 3 829 мешканців
- 2016 рік — 3 823 мешканців
- 2022 рік — 3761 мешканців

### Національний склад
Розподіл населення за національністю за даними перепису 2001 року:
| Національність  | Відсоток |
| --------------- | -------- |
| українці        | 97,90%   |
| поляки          | 1,01%    |
| росіяни         | 0,81%    |
| інші/не вказали | 0,28%    |

### Мовний склад
Рідна мова населення за даними перепису 2001 року:
| Мова            | Чисельність, осіб | Відсоток |
| --------------- | ----------------- | -------- |
| Українська      | 3 914             | 99,11%   |
| Російська       | 22                | 0,56%    |
| Польська        | 8                 | 0,20%    |
| Вірменська      | 1                 | 0,03%    |
| Румунська       | 1                 | 0,03%    |
| Інші/Не вказали | 3                 | 0,07%    |
| Разом           | 3 949             | 100%     |

## Назва
Офіційна назва містечка в австро-угорських реєстрах —Prachnik. На їдиш називалася Boyberke, Boiberke, Boiberik, польською — Bóbrka.
Інша версія
Правдоподібно, перше поселення, де тепер місто Бібрка, виникло як поселення мисливців за бобрами, яких відловлювали для поблизького княжого Звенигорода (тепер село Звенигород). Бібрські долини над річкою Боберкою ще й сьогодні постійно мокрі та болотисті незалежно від пори року. У минулому вони, вочевидь, були постійно покриті водою і тому придатні для проживання бобрів, які полюбляють стоячу, нерухому воду в запрудах чи заплавах, де будують свої житла. Сюди, мабуть, не раз приїжджали на полювання мисливці з княжого Звенигорода, та й не лише зі столиці. Такі ж місця, багаті бобрами, були по течії Боберки на південь, мабуть, ще не в одному місці, зокрема, між теперішніми селами Ходорківці та Соколівка, на західній околиці Соколівки.

## Історія
Перша згадка про місто — у Галицько-Волинському літописі за 1211 рік, як і згадка про сусідні села — Бібрка Стара та Бібрка Нова. Згадується також річка Бібрка, стародавнє урочище Боберка (Бібрка), тобто місце, де були бобри — об'єкт полювання в Давній Русі. За іншими даними, 1211 рік — рік першої згадки не міста Бібрки, а однойменної річки. Щодо самого поселення, то воно починає фігурувати в літописах, лише починаючи з 1436 року, як володіння Внучека з Кутна. Поселення було власністю польського короля та входило до Литовського староства. Місцеві ремісники — дубильники, кушніри, чоботярі та купці —платили податки львівському старості як королівському представникові. Бібрку часто здавали феодалам в оренду.

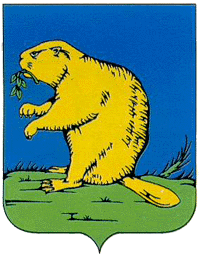
Герб Бібрки 1569 року

- У 1353—1366 роках на берегах річки Бібрки мав володіння Дмитро Коріятович (у російських хроніках відомий як воєвода Боброк-Волинський), який належав до роду Коріятовичів. Ці землі були залежні від Великого князя Литовського Любарта, васалом якого був Дмитро Коріятович. Можливо, на цих землях він заклав замок Боброк, який дав початок пізнішому місту Бібрка. Дмитро був одружений з сестрою Великого князя Московського Дмитра Донського — Анною. Саме після цього Юрій Змієборець стає гербом Московських князів та Москви. Від Дмитра Коріятовича пішов рід російських князів Волинських.

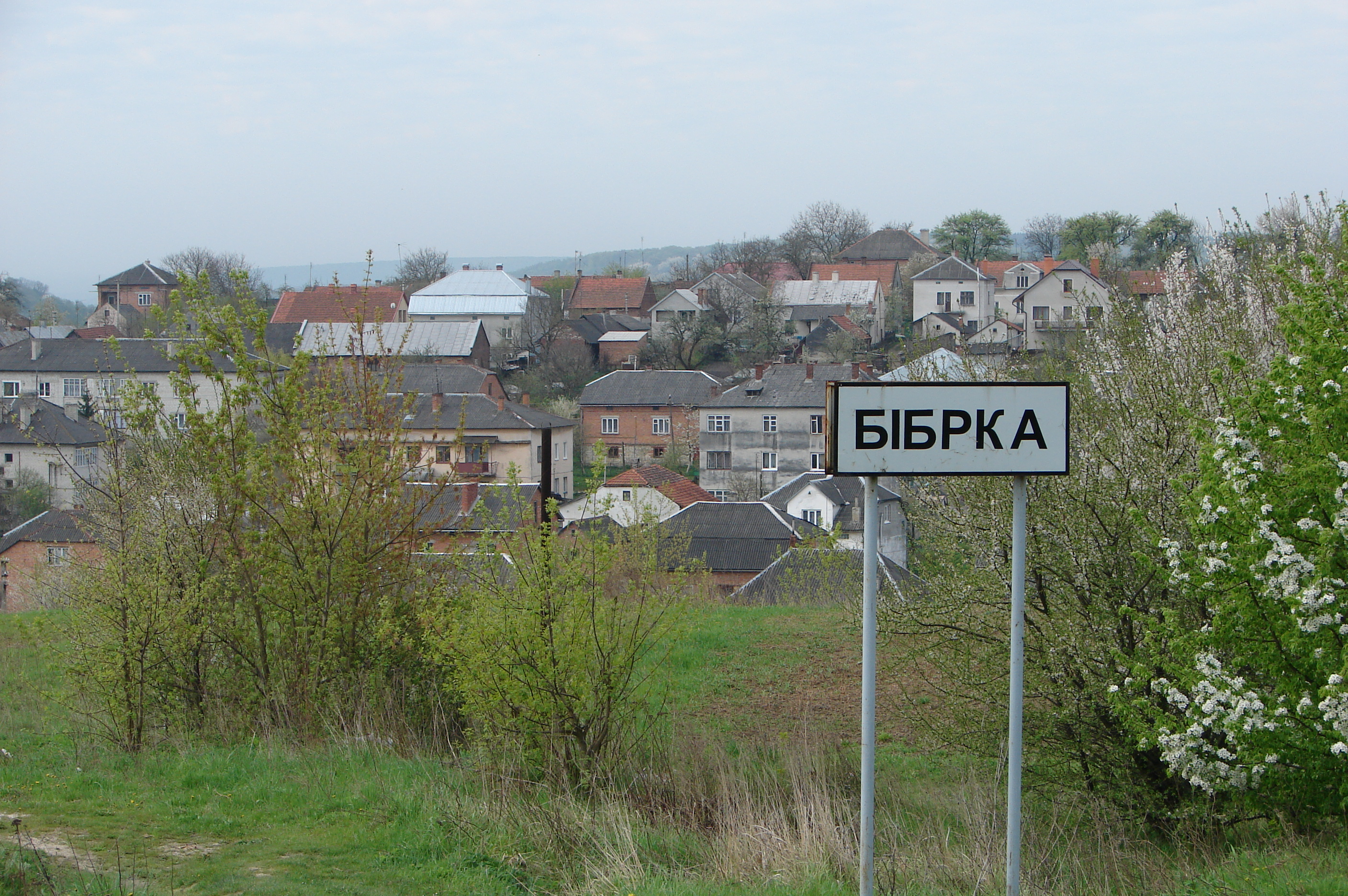
Вигляд міста Бібрка на в'їзді зі сторони Львова

Можливим засновником міста вважають також Володислава Кормильчича.
- 1366 року ці землі перейшли у залежність від польського короля.

Привілеєм Казимира Четвертого у 1469 році Бібрка отримала магдебурзьке право, за яким дозволено було влаштовувати ярмарок двічі на рік та раз на тиждень (а саме щовівторка) проводити торги. Привілей Сигізмунда II Августа підтвердив у 1569 році надані права та дозволив третій щорічний ярмарок і торги не лише щовівторка, а й щосуботи. Міщанам також дозволялося варити пиво для власного споживання.
- 1474 року велика пожежа зруйнувала майже все місто. Через це уряд на 10 років звільнив Бібрку від податків.
- 1502 року турецько-татарські орди цілковито зруйнували місто. У податковому реєстрі 1515 року в місті документується піп (отже, уже тоді була церква) і млин.[4]
- 10 жовтня 1518 року — місто звільнено від сплати податків на 6 років через його знищення під час татарського нападу.
- 13 січня 1530 року місто, разом із селами Серники, Лани та П'ятничани, після померлого посесора Петра Венглівського було передане у довічне користування його вдові Анні Венглівській.
- 1605—1633 роки — впродовж того часу Львівський повіт, до якого належало місто Бібрка, було спустошено навалами татарських орд аж 14 разів, тобто впродовж 28 років що другий рік, зокрема в 1612—1624 та 1626 роках. Ще довго Бібрка не могла оговтатися від цього спустошення: за люстрацією 1621 року королівські фуражири не змогли знайти в місті жодної провізії. 1638 року польський сейм визнав, що Бібрка майже цілковито занепала, і знову звільнив мешканців на 4 роки від сплати податків.
- 28 квітня 1643 року король Владислав IV Ваза надав львівському стольнику Станіславу Ковальському право «доживоття» на половині міста Бібрка, а також на селах Лани, Ланки, П'ятничани; 20 червня 1643 він поширив це право на його дружину Реґіну Тшебєнську.[5]
- Коли у 1648 році козацькі війська увійшли до Бібрки, місцевий цех чоботарів подарував їм 80 пар чобіт, а місцеві кушніри — 60 кожухів.
- Польсько-шведська війна (1655—1660 років) довела місто до цілковитого занепаду. За люстрацією 1661 року в місті було лише 26 будинків, тоді як до війни — 150. Лише 1765 року будинків стало 300. Крім того, у Бібрці було багато людей, що не мали власних помешкань — так звані халупники.

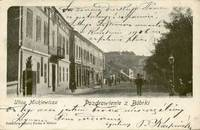
Бібрка в 30-ті роки ХХ століття.

- 1774 року львівський староста Мільбахер писав, що у Бібрецькій окрузі нема вчителя.[6]
- 1790 року місто дісталося відомому магнату — графу Скарбеку. У 1790-х роках було відкрито перші навчальні заклади: дворічну (тривіальну) і трирічну (нормальну) школи. У 1840-х роках у Бібрці мешкало 3000 осіб. Працювала текстильна мануфактура.

В Бібрці був маєток, який належав родині Чайковських, зокрема Яну Чайковському, львівському адвокату.
У місті збереглися залишки двох синагог. Одна, так звана Велика синагога, збудована у 1821 році. Вона розташована у центральній частині міста, на північ від ринкової площі. На північ від ринкової площі і на схід від Великої синагоги розташована божниця, яку збудували у середині XIX століття. На захід від центру міста, коло мосту був кіркут XVIII століття, на якому залишилося близько 20 мацев. Згідно з доказовою книгою, 1851 року в Бібрці діяло дві синагоги.

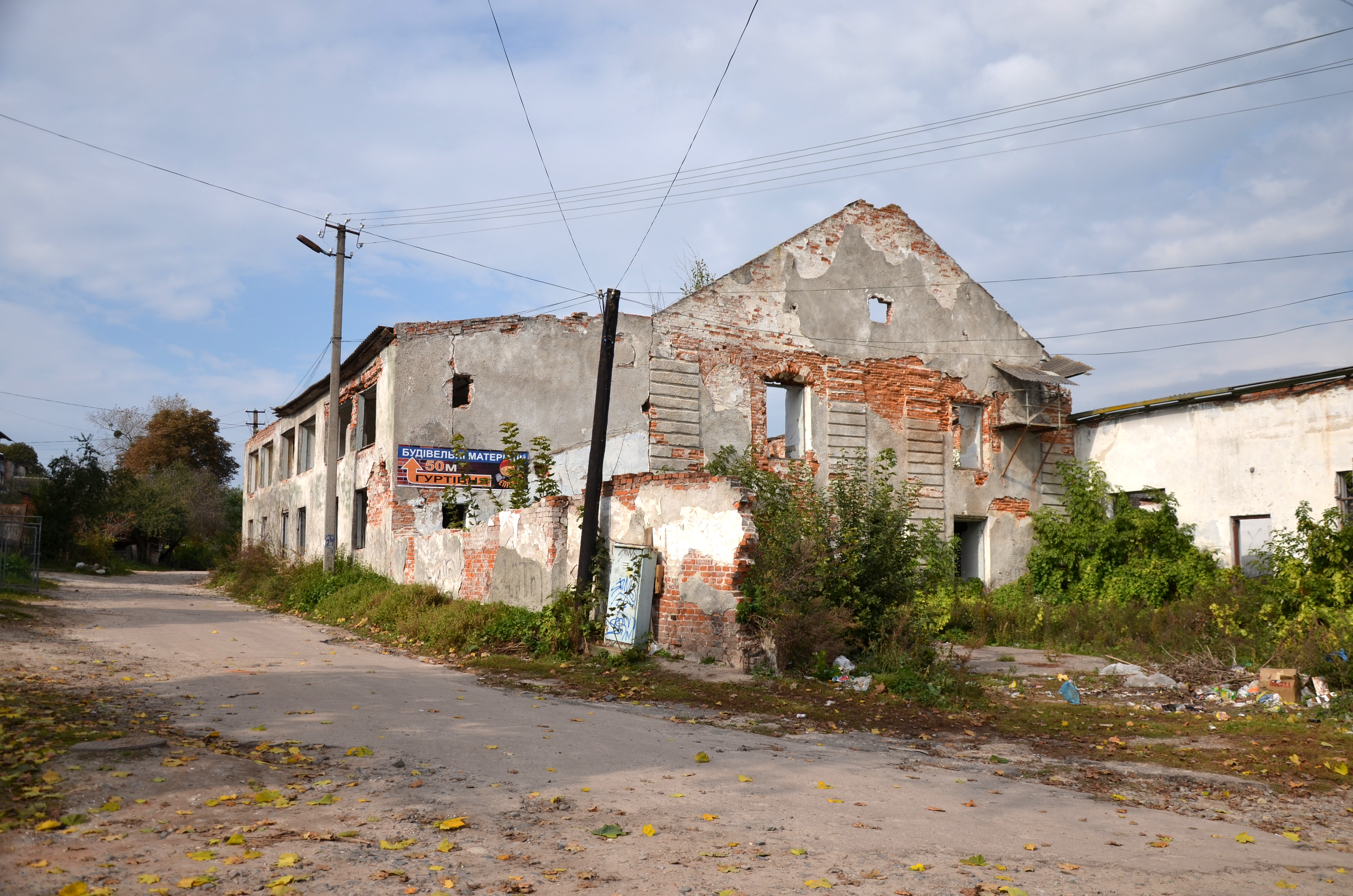
Велика синагога, тепер майже зруйнована

3 березня 1918 року в місті відбулося «свято державності і миру» (віче) на підтримку дій уряду УНР, на якому були присутні близько 20 000 осіб.
2 листопада в Бібрському повіті було встановлено владу Української держави — ЗУНР. В місті певний час розташовувалася команда II Галицького корпусу (командант — полковник Мирон Тарнавський, начштабу — підполковник Йозеф Папп де Яноші).
30 липня 1930 під час експропріаційного акту в Бібрці загинув Григорій Пісецький.
Нова історія міста пов'язана з нацистським геноцидом його жидівського (єврейського) населення, а також із більшовицькими репресіями української інтелігенції.
Місто було окуповане німецькими військами 30 червня 1941 року. Через декілька днів було виявлено тіла 16 жертв НКВС, в їх вбивстві звинуватили євреїв, після чого відбулися погроми, де було вбито кілька десятків євреїв. В акції брали участь поліцейські зі Львова за допомогою місцевої поліції.
На початку серпня 1942 року в місто примусово переселили єврейських жителів навколишніх сіл, після чого в місті налічувалося близько 3200 євреїв. Згодом 12 серпня 1942 року 1260 євреїв було депортовано до табору смерті Белжець, близько 200 інших людей, які намагалися втекти або не могли бути переміщені через інвалідність, були вбиті на місці.
1 грудня 1942 року в Бібрці було створено гетто, на той час єврейське наслення становило від 1500 до 1900 осіб. 13 квітня 1943 гетто було ліквідоване, 1070 людей, що там знаходилися були розстріли в сусідньому селі Волове.
Єврейська лікарня з 50 пацієнтами згоріла. Невелику групу євреїв, здатних працювати, перевезли до Янівського концтабору у Львові. Кільком сотням людей вдалося втекти з місця страти, але майже всіх з них було спіймано і вбито.
Після 1944 року до Бібрки повернулося близько 40 євреїв.
У 1940–1962 роках місто було центром Бібрківського району Львівської області.

#### Боротьба ОУН-УПА
Цікавою є історія друкарні «Вінниця». Цю колишню більшовицьку друкарню з м. Бібрка Дмитро Сусік під кінець німецької окупації зумів переправити в підпілля власними зусиллями, домовившись з її охоронцем Баглаєм, якого давно знав. Друкарня на той час була немов би нічия. Сусік за дорученням Петра Дужого (Дужий Петро–"Аркадій" [07.06. 1916, с. Карів Сокальського р-ну Львівської області — 24.10. 1997, м. Львів]. З молодих років брав активну участь у роботі українських громадських організацій, згодом вступив до ОУН. У 1944—1945 рр. член Проводу ОУН і керівник його рефрентури пропаганди. Був заарештований чекістами 04.06.1945 р., а у 1947 р. засуджений до 25 років позбавлення волі. Після відновлення незалежності України брав активну участь у громадсько-політичному житті. Помер у Львові, похований на Личаківському кладовищі.) приїхав у Бібрку, зустрівся з Баглаєм, який у розмові поскаржився, що друкарня йому заважає. У відповідь Сусік одразу ж запропонував забрати її — «щоб із неї була якась користь». Баглай на це одразу ж погодився та вручив Сусіку ключі, повідомивши, що «ключі я вам не давав, а просто загубив, а хто знайшов — не можу знати». Ситуацію ускладнювало те, що друкарня знаходилася у будинку навпроти німецької жандармерії. Але Сусік із підпільниками вночі зумів непомітно під'їхати до будинку, конспіративно завантажити друкарське устаткування і з-під очей німців вивезти у с. Дев'ятники, за що отримав подяку П. Дужого. Згодом друкарню розмістили у с. Юшківці, і Сусік за дорученням Петра Дужого став її керівником. В ній було надруковано 8 і 9 номери журналу «Ідея і Чин» та інші підпільні видання.

## Економіка
У місті діяли, або діють донині: Бібрське ЛВУМГ, промкомбінат, цегельний завод, харчокомбінат, птахо-інкубаторна станція. Основна сільсько-господарська спеціалізація — тваринництво м'ясо-молочного напряму і землеробство (зернові культури, цукрові буряки, льон).

## Культура й освіта
У місті розташовані Бібрська загальноосвітня школа І–ІІІ ступенів ім. У. Кравченко, Бібрська музична школа (відкрита в серпні 1954 року), дошкільний навчальний заклад «Сонечко», Народний дім, Будинок дитячо-юнацької творчості, дві бібліотеки, костел святого Миколая і Анни та Церкви Покрови Пресвятої Богородиці УГКЦ і Вознесіння Господнього ПЦУ, виходять газети «Погляд» та «Бібрські вісті».
При Народному домі діють:

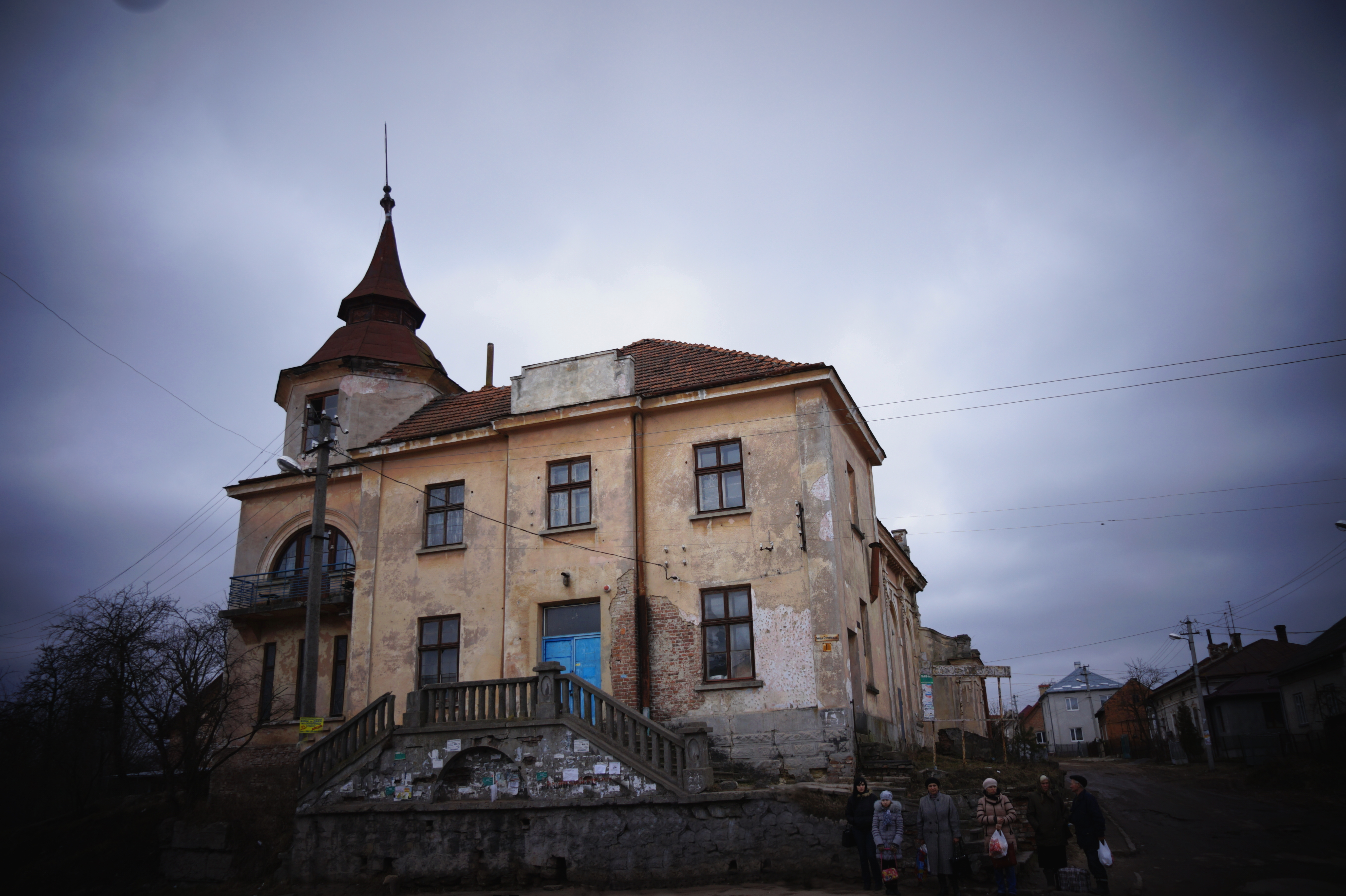
Будинок товариства «Сокіл», у радянські часи — кінотеатр

- Народний хор «Горлиця», керівник Лариса Хомутник[11]
- Народний камерний оркестр, керівник Світлана Карась
- Народна хорова капела «Бібрчани», керівник Михайло Наконечний
- Народний ансамбль пісні і музики «Кладочка», керівник Іван Дікало
- Вокальний ансамбль «Мелос», керівник Надія Добуш
- Вокальне тріо, керівник Наталя Свіжак
- Драматичний гурток, керівник Наталя Свіжак
- Духовний оркестр, керівник Михайло Наконечний
- Танцювальний гурток «Калинова вишиванка», керівник Олена Легендзевич
- Вокальний дитячий ансамбль «Мальви», керівник Люся Сурмач
- Об'єднання «Любителі музики», керівник Михайло Кобель

## Кулінарія
Рогалик Урбанського є кулінарним брендом міста. Історія цієї страви почалася з діяльності підприємця Леона Урбанського. У 1912 році він встановив на річці Боберці вальцевий млин для зерна, і став виробляти борошно першого ґатунку. При цьому сам Урбанський був людиною широкої душі, тому випікав свої рогалики, які швидко стали легендарними, та розвозив їх просто на возику містянам. Вони користувалися шаленою популярністю до Першої світової. На жаль радянська влада у 1939 році конфіскувала все майно Леона, а його самого з родиною заслали до Сибіру. Але рецепт зберігся і наразі страва активно відроджується.

## Охорона здоров'я
У місті діє Бібрська міська лікарня. Належить до структури закладів охорони здоров'я Бібрської МОТГ. Рішення про збори коштів для будівництва лікарні у м. Бібрці було прийнято 20 січня 1898 року на зборах Бібрського повіту. Це рішення одноголосно було ухвалено. Лікарню стали називати імені Цісара Йосифа І. Коли кошти було зібрано, повітова влада внесла прохання до уряду про дозвіл розпочати будівництво лікарні. 1 червня 1904 уряд ухвалив це прохання і 1906 року будівництво розпочали. Лікарня була збудована і почала діяти 1908 року. 1986 року було збудовано новий п'ятиповерховий корпус Бібрської райлікарні, розрахованої на 100 ліжок.

## Туристичні місця

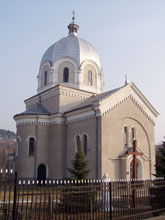
Церква Покрови

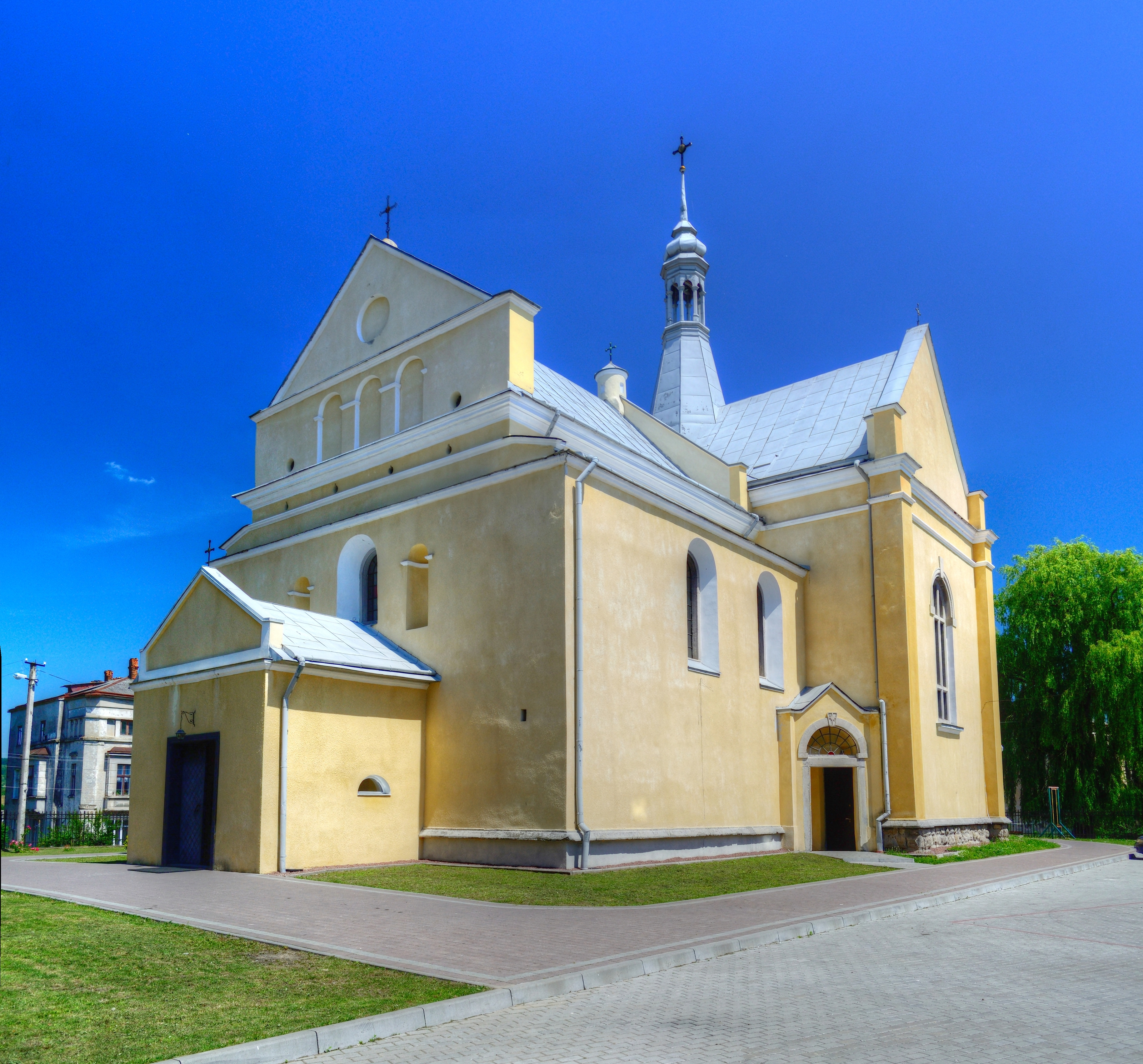
Костел cвятого Миколая у Бібрці

Проїжджаючи місто, оглядаємо високий пагорб з каплицею, порослий соснами — улюблене місце відпочинку Івана Франка, що навідував час до часу письменницю Уляну Кравченко, яка вчителювала тут в 1880-х роках і залишила цікаві спогади про Бібрку.
Найцінніша споруда у Бібрці — стародавній оборонний костел святого Миколая та Анни (вулиця Ясна, 2). Храм було фундовано Завішою Чорним у 1405 році. Поруч збереглася мурована дзвіниця. Костел занесено до «Реєстру пам'яток України національного значення» за № 461/0.
Церква Покрови Пресвятої Богородиці збудована 1906 року, архітектор Василь Нагірний.

На бібрському цвинтарі поховані Гриць Пісецький та Анастасія Волошин (відома радше як сестра Маріям) — найвідоміша українська стигматичка.
Однією з найкрасивіших у місті є будівля товариства «Сокіл», пам'ятка місцевого значення, яка стала осередком проєкту відродження «Сокіл. Перезавантаження».

## Світлини

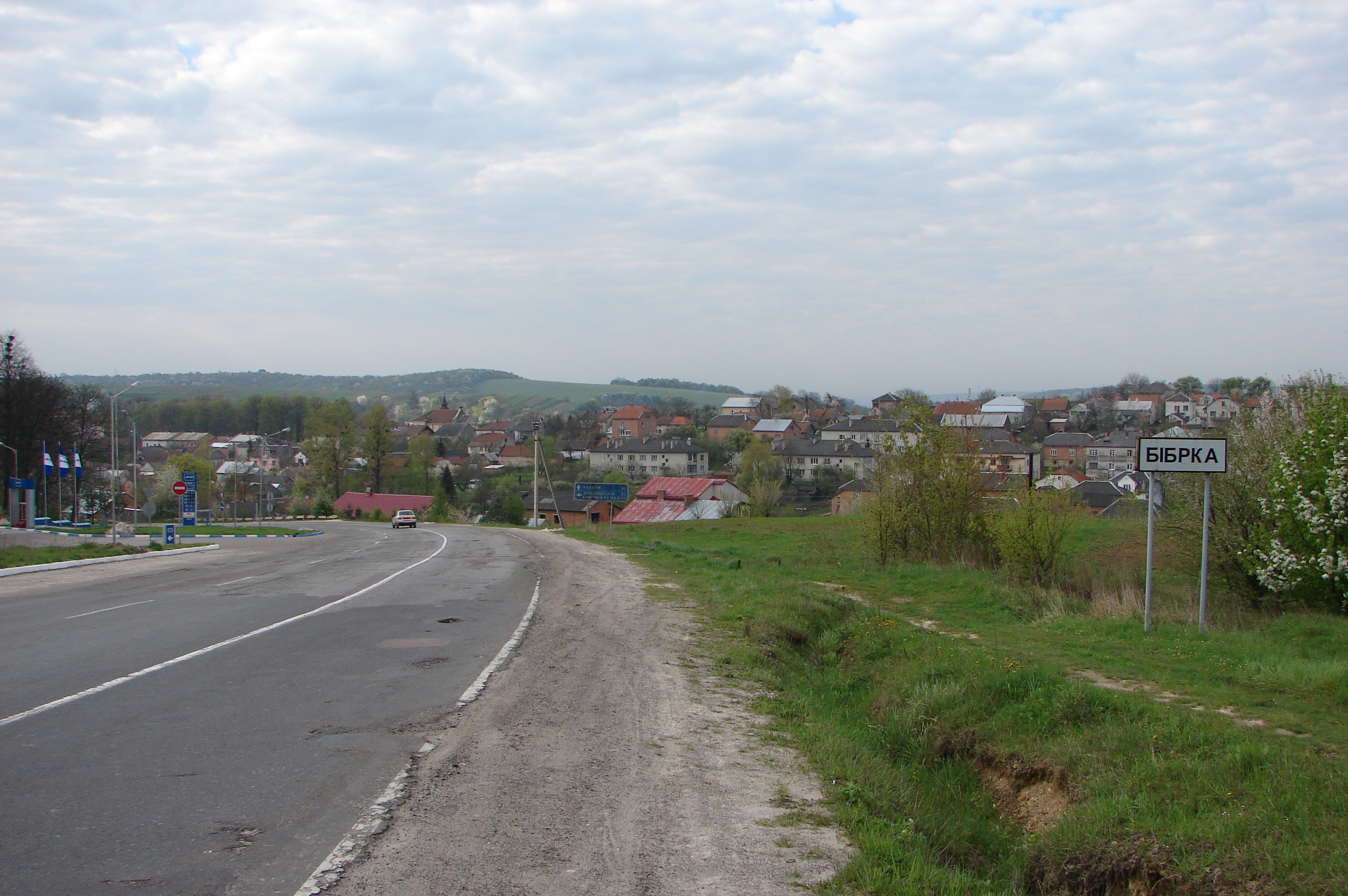
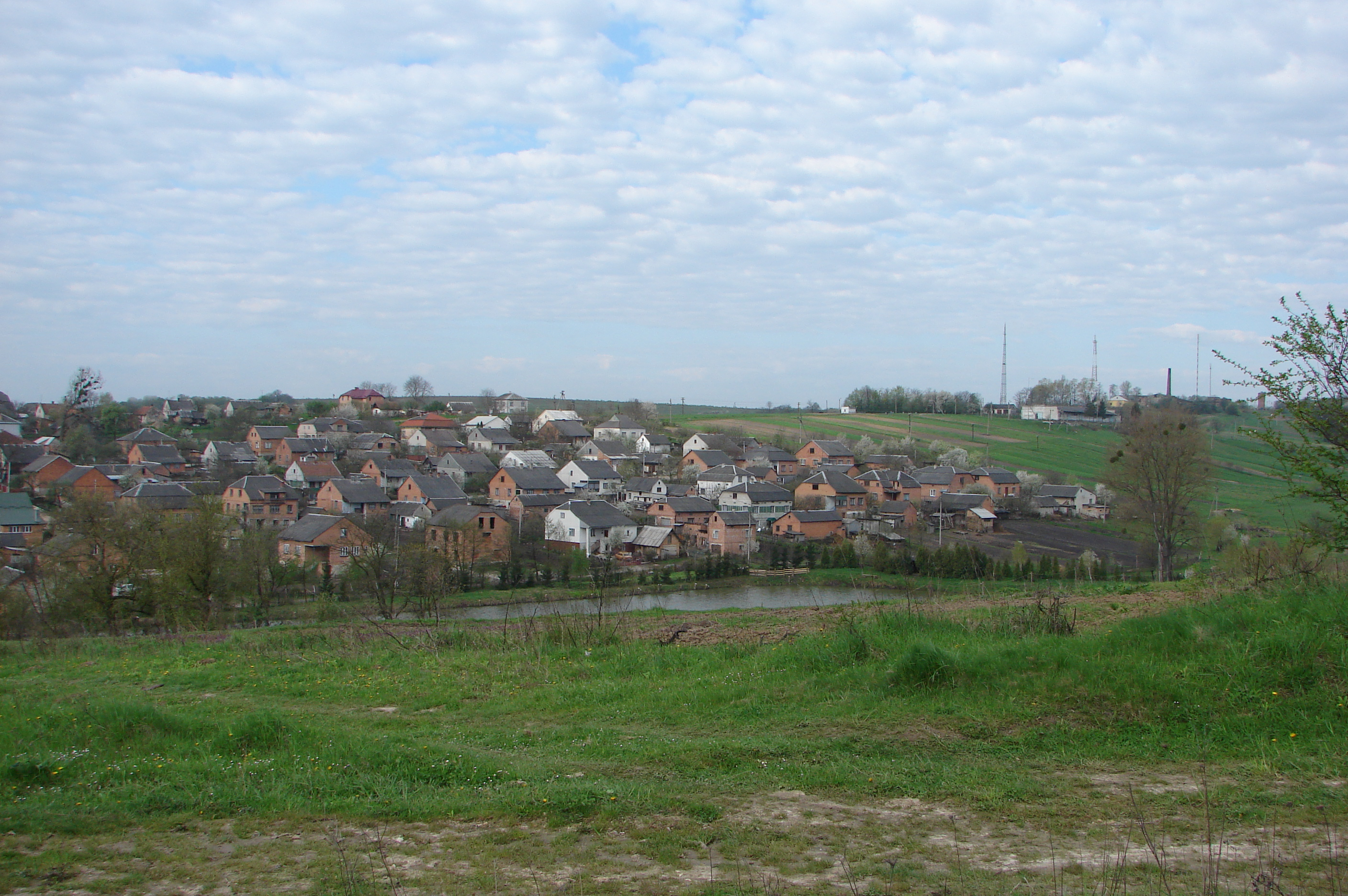
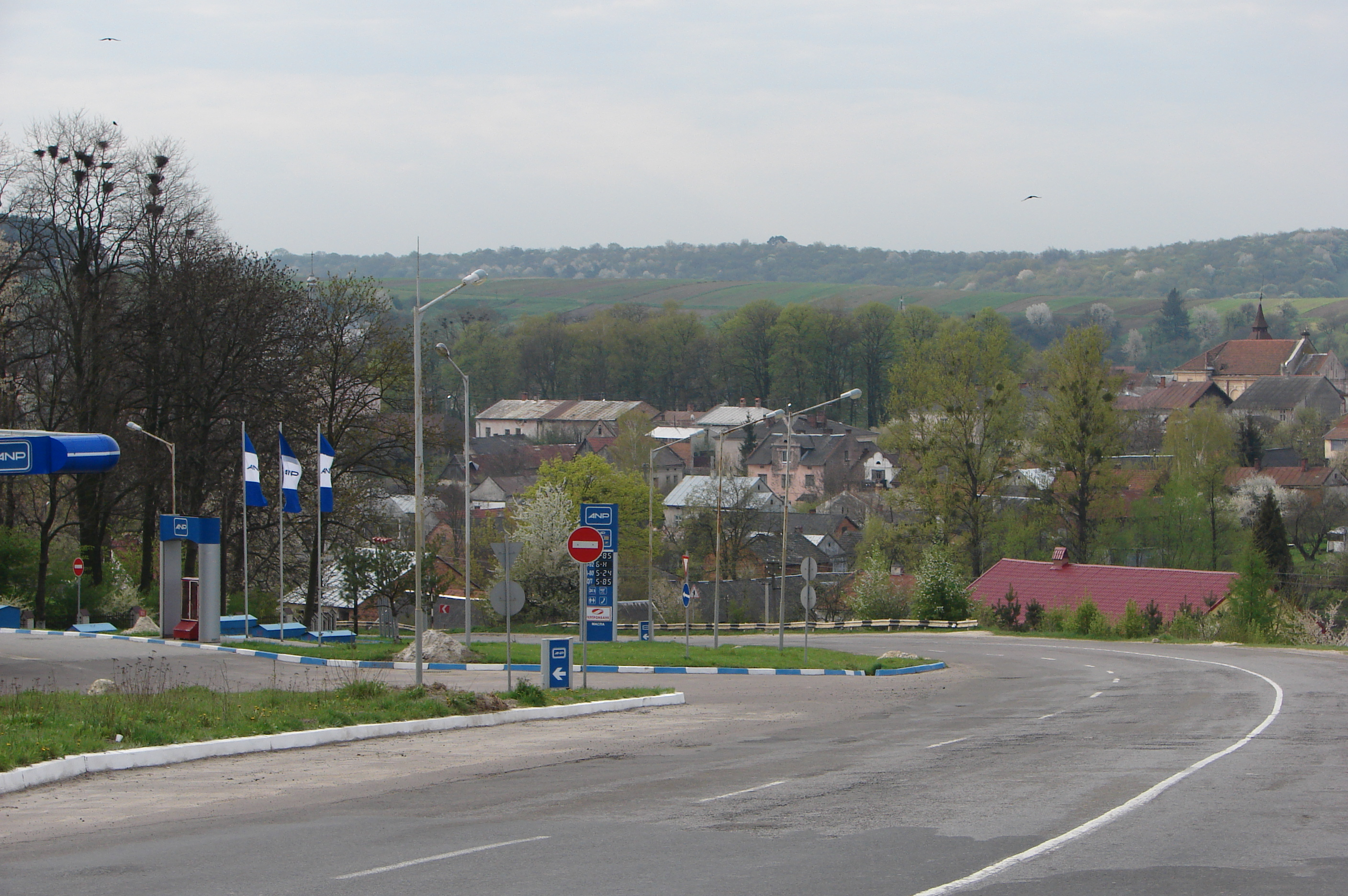
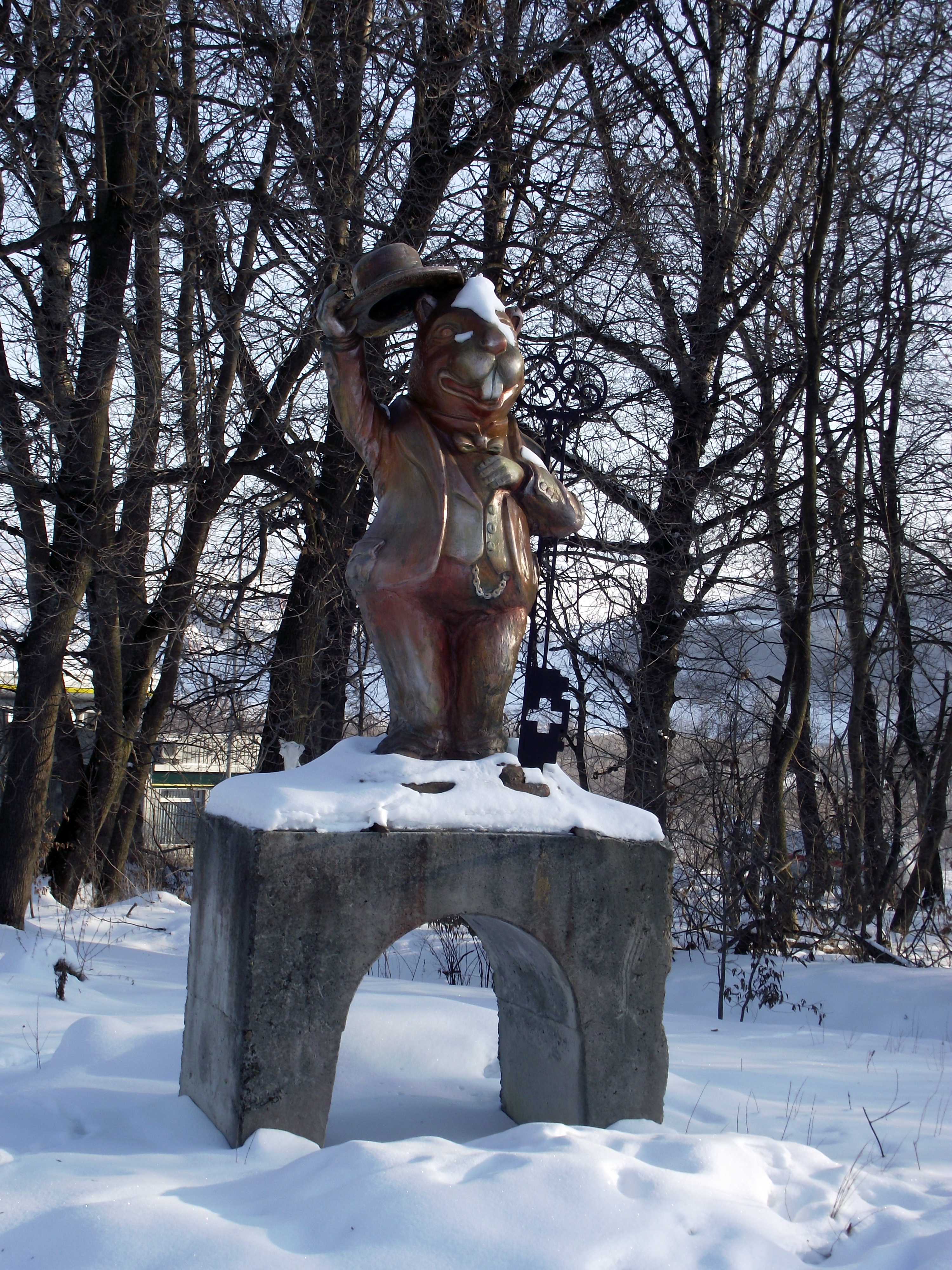
Пам'ятник бобру
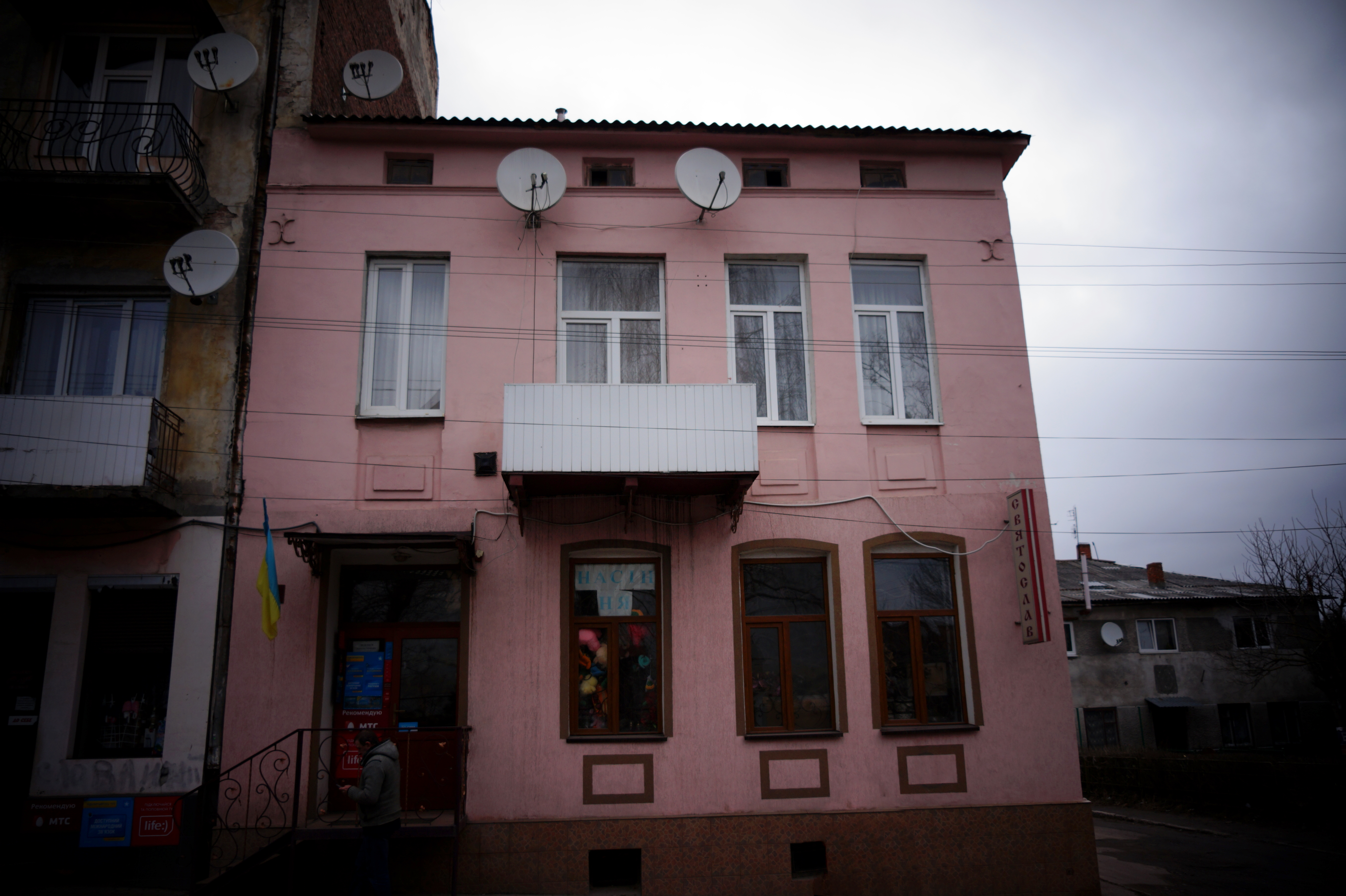
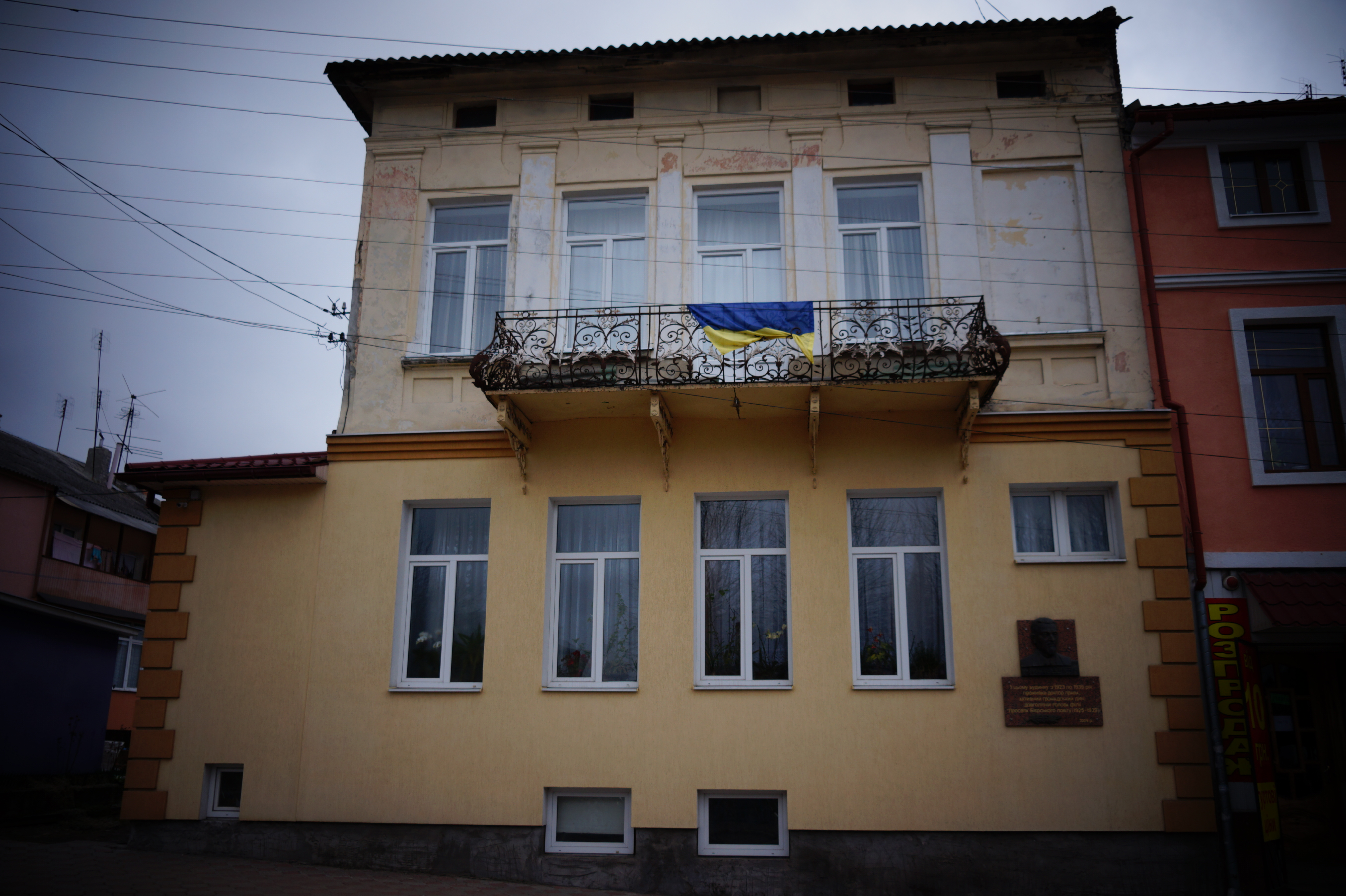
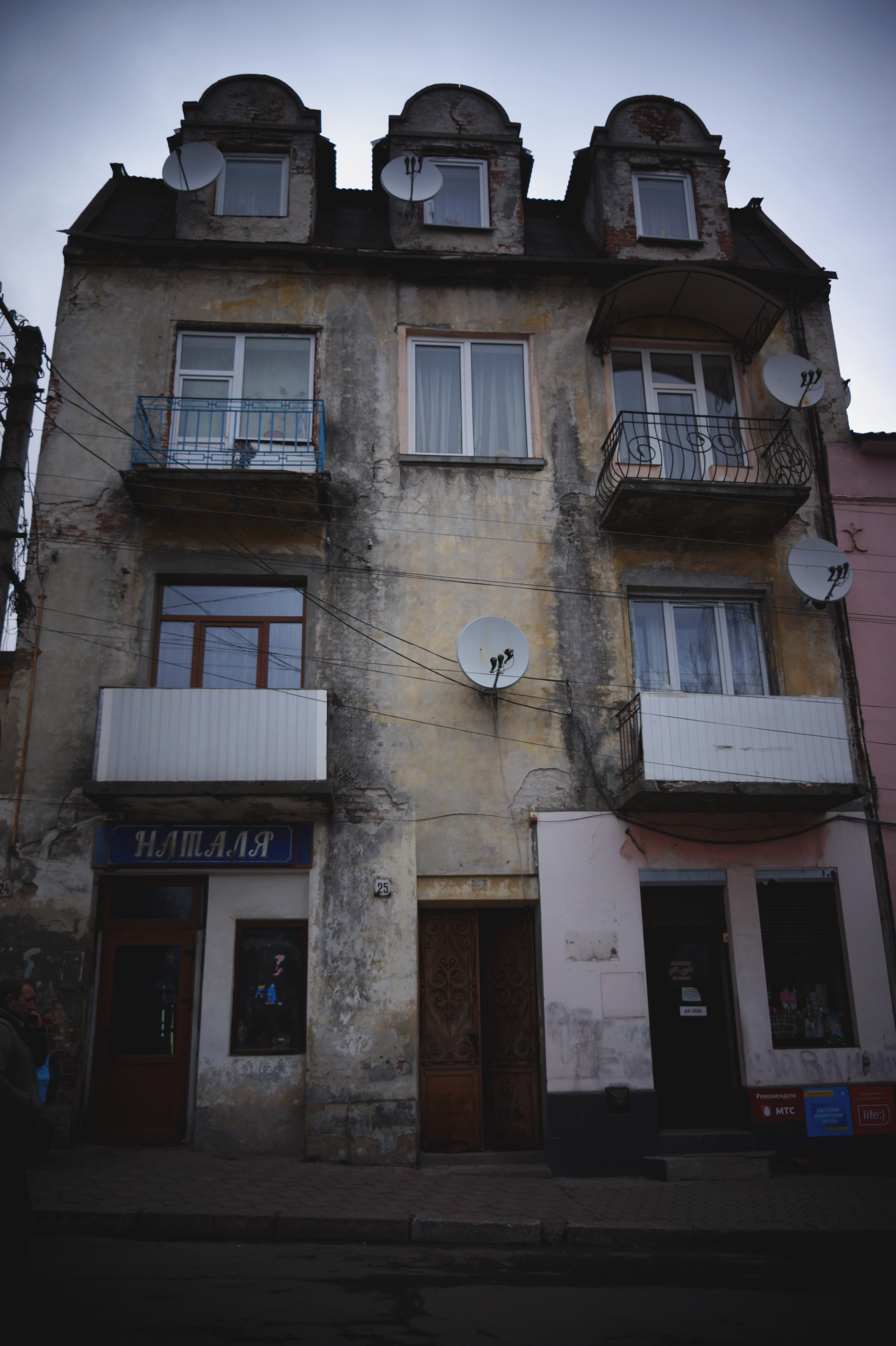
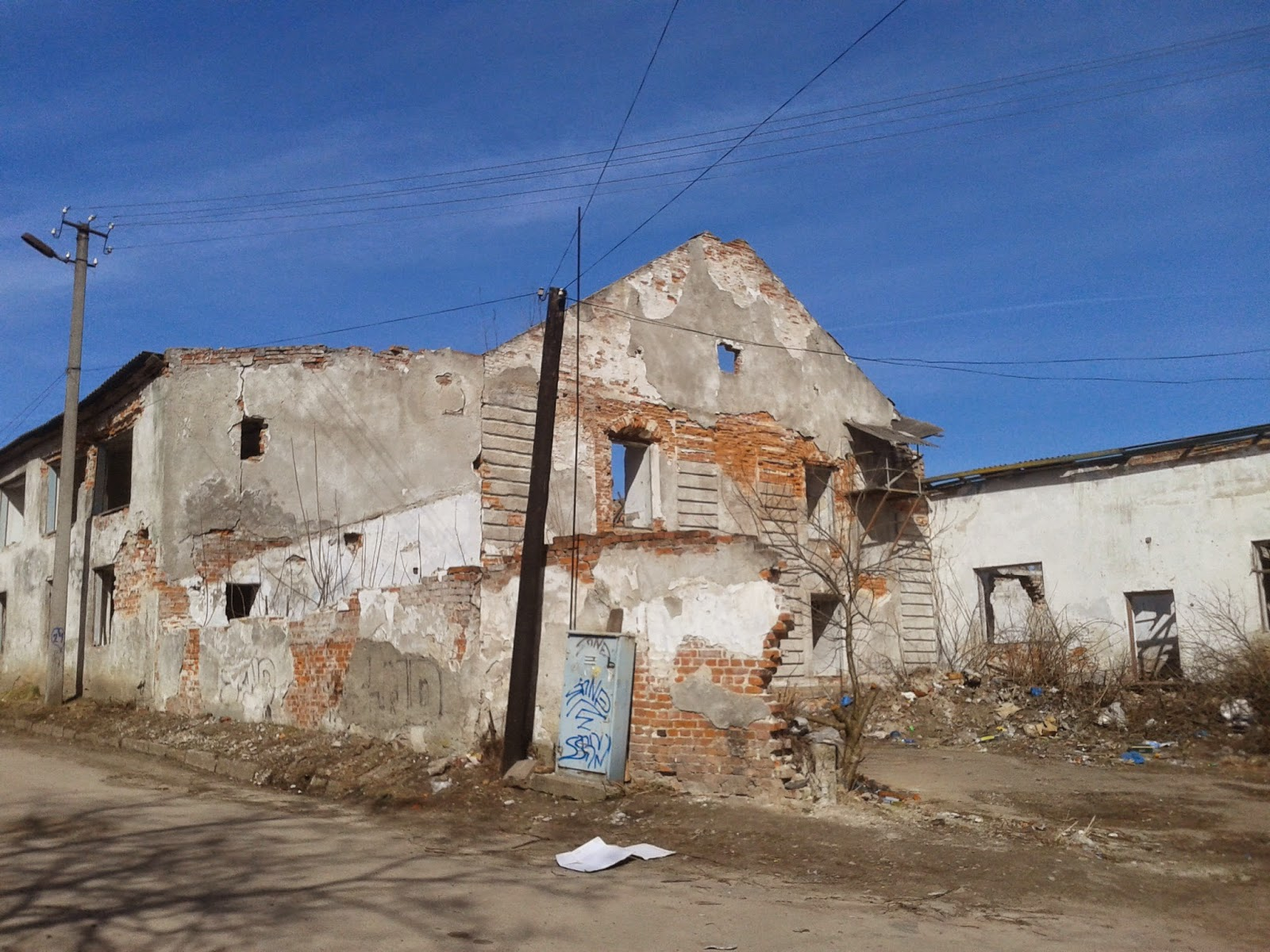
колишня синагога
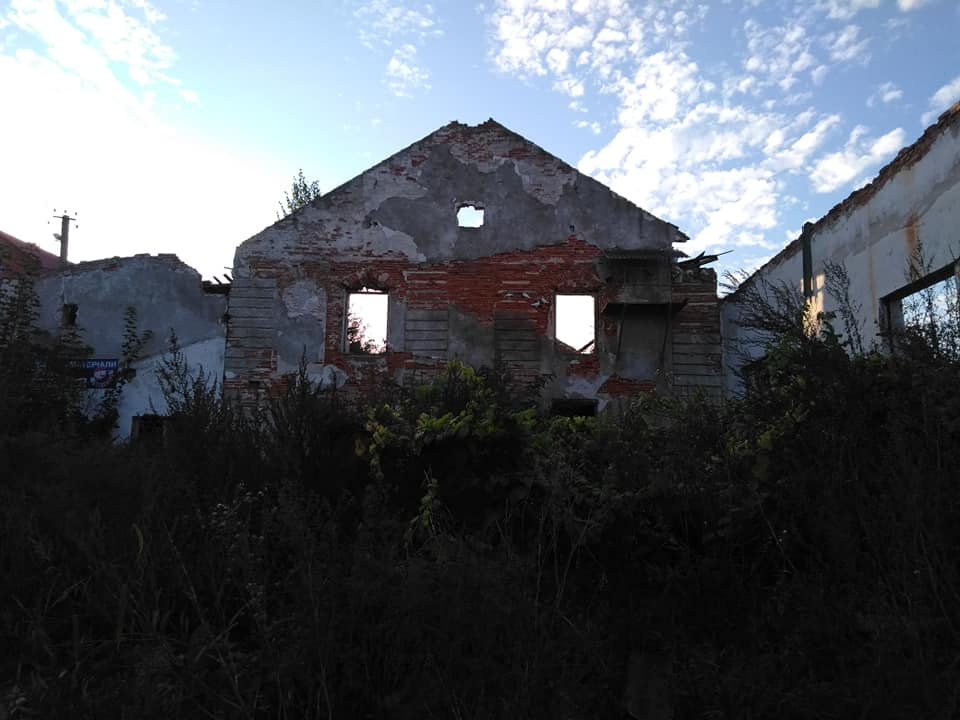
синагога що руйнується

## Відомі люди

### Народилися
- Олена Антонів — лікар, правозахисниця, перша дружина В'ячеслава Чорновола.
- Іван Сохацький —  український адвокат, громадсько-політичний діяч, в'язень сталінських таборів.
- Михайло Стефанівський — львівський ремісник, один з організаторів українського міщанства.
- Матвій Хандоґа — український письменник-самоук, громадський діяч у США.
- Володимир Гладкий — командир «Донський» сотні УПА 86 «Бистриця», Жидачівський надрайонний провідник ОУН під псевдо «Токар»[14].
- Роман Чабан (1979—2022) — солдат Збройних Сил України, учасник російсько-української війни.

### Пов'язані з Бібркою
- Уляна Кравченко — українська письменниця, активістка українського «жіночого руху».
- Григорій Пісецький — діяч Пласту, бойовик Української Військової Організації (УВО), загинув 30 липня 1930 під час експропріаційного акту в м. Бібрка.
- Григорій Приходько — радянський політв'язень.

#### Парохи та адміністратори парохії Богоявлення Господнього / Покрови Пресвятої Богородиці м. Бібрка (початку XIX— середини XX століття)
- Григорій Вєлькопольський (1832—†1847) — парох.
- Стефан Торба (1847–1848) — тимчасовий завідатель.
- Іпполит Дзерович (1848–1874) — парох.
- Євген Дзерович (1874–1907) — адміністратор, з 1876 р. — парох.
- Олександр Гвоздецький (1907–1908) — адміністратор.
- Олександр Данилович (1908—†1925) — парох.
- Данило Міхур (1925–1932) — парох.
- Антін Паньчак (1932–1933) — адміністратор.
- Йосиф Дяків (1933–1944) — парох.